# Pistolet Star Model B
Star Model B – hiszpański pistolet samopowtarzalny o konstrukcji wzorowanej na Colcie M1911.

## Historia
W latach 20. XIX wieku firma Star Bonifacio Echeverria SA rozpoczęła produkcję kilku typów pistoletów. Ich konstrukcja była wzorowana na konstrukcji pistoletu Colt M1911. Do podstawowych zmian w stosunku do pierwowzoru należało usunięcie bezpiecznika chwytowego, zmiana konstrukcji mechanizmu spustowego (uproszczenie kształtu szyny spustowej), bezpiecznika (w pistoletach Star blokuje on kurek), zastąpienie wyrzutnika wewnętrznego, zewnętrznym.
Pistolet był produkowany w kilku wersjach z których najpopularniejszy był Model B kalibru 9 mm Parabellum. Poza nim produkowane były modele:
- A (kalibru 9 x 23 mm Largo) – przeznaczony na rynek hiszpański.
- P (kalibru .45 ACP) – przeznaczona na eksport do USA i krajów Ameryki Południowej. W związku z zastosowaniem naboju większego kalibru magazynek w tej wersji zawierał 7 naboi.
- BM – wersja kompaktowa modelu B. Dzięki zastosowaniu lufy o długości 102 mm długość pistoletu w tej wersji zmniejszyła się do 193 mm.

W małych ilościach produkowane były pistolety Star wyposażone w dostawną kolbę-kaburę, oraz pistolety automatyczne posiadające możliwość prowadzenia ognia seriami.
W czasie II wojny światowej pistolety Star były eksportowane do wielu krajów, w tym do Niemiec.
Produkcję pistoletów Model B i ich pochodnych zakończono w 1946 roku po rozpoczęciu produkcji pistoletu Model B Super o identycznym wyglądzie zewnętrznym, ale odmiennym mechanizmie ryglowym.

## Opis
Star Model B był bronią samopowtarzalną. Zasada działania oparta na krótkim odrzucie lufy. Zamek ryglowany przez przekoszenie lufy. Przekoszenie lufy powodował obrotowy łącznik. Mechanizm spustowy SA, z kurkowym mechanizmem uderzeniowym. Bezpiecznik po lewej stronie szkieletu, blokujący kurek.
Model B był zasilany z wymiennego jednorzędowego magazynka pudełkowego o pojemności 8 naboi, umieszczonego w chwycie. Zatrzask magazynka znajduje się z boku chwytu.
Lufa gwintowana, o czterech bruzdach prawoskrętnych.
Przyrządy celownicze składają się z muszki i szczerbinki.